# Flugzeugtoilette

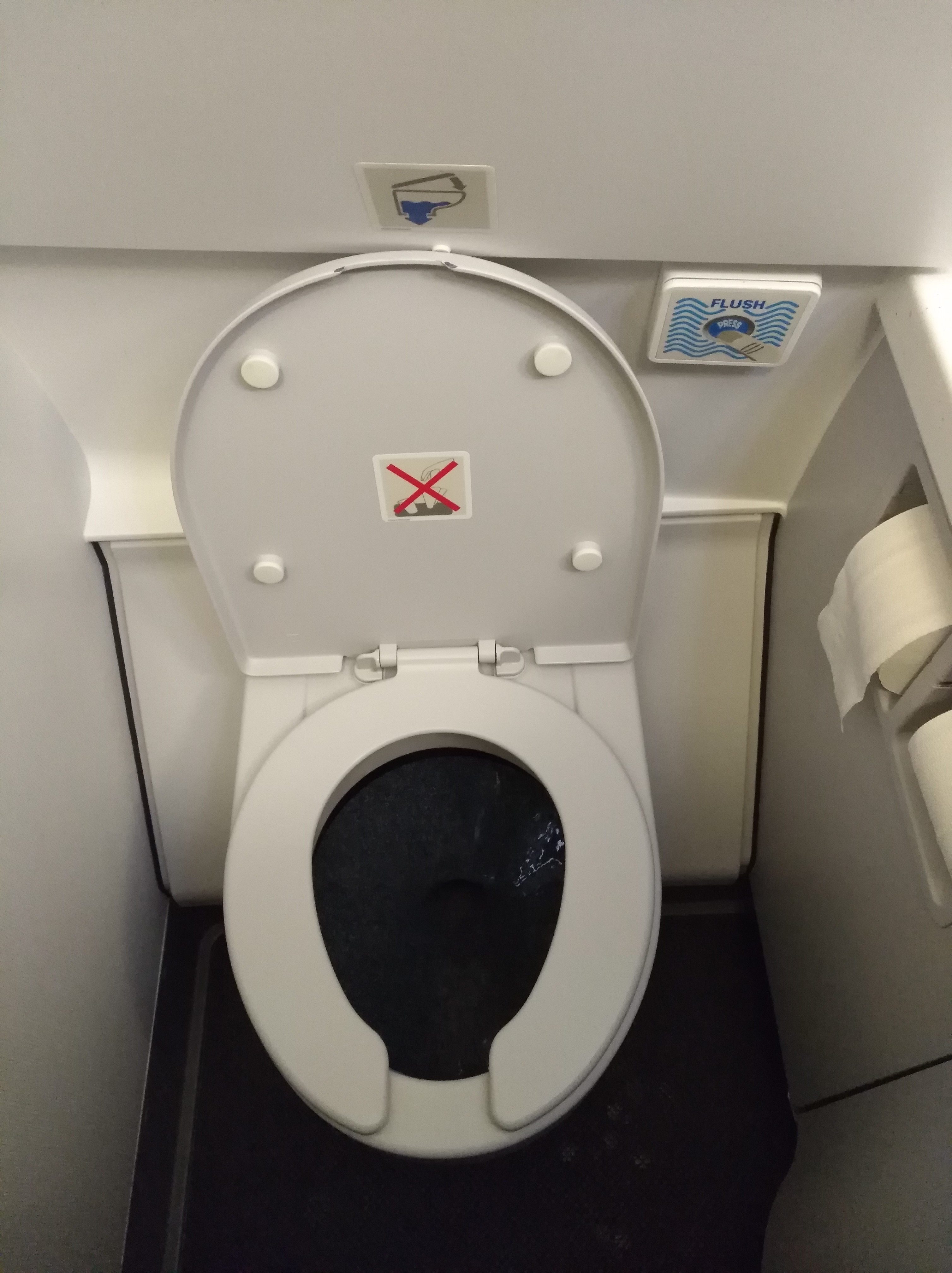
Toilette eines Airbus A320

Eine Flugzeugtoilette ist eine Toilette in einem Flugzeug.

## Geschichte
Eines der ersten Flugzeuge, das mit einer Toilette ausgestattet war, war die Caproni Ca.60 von 1921, die jedoch bei ihrem zweiten Flug abstürzte und nie in Dienst gestellt wurde. Das 1928 entworfene Verkehrsflugzeug Handley Page H.P.42 war mit Toiletten in der Nähe der Flugzeugmitte ausgestattet.
Das britische Flugboot Supermarine Stranraer, das 1934 erstmals flog, war mit einer zur Luft offenen Toilette ausgestattet. Wenn der Deckel im Flug angehoben wurde, erzeugte der Luftstrom ein pfeifendes Geräusch, so dass das Flugzeug den Spitznamen „Whistling Shithouse“ erhielt. Das Flugboot Short Sunderland, das von 1938 bis 1967 militärisch genutzt wurde, war vergleichsweise gut ausgestattet und hatte eine Spültoilette aus Porzellan an Bord.
Während des Zweiten Weltkrieges hatten große Bomberflugzeuge wie die amerikanische Boeing B-17 Flying Fortress und die britische Avro Lancaster chemische Toiletten, im Grunde ein Eimer mit Sitz und Deckel (Eimertoilette); im britischen Sprachgebrauch wurden sie nach der Firma, die sie herstellte, „Elsans“ genannt. Diese liefen oft über und waren schwer zu bedienen. Die große Kälte in der Flughöhe erforderte das Tragen vieler Schichten schwerer Kleidung, und der Pilot musste auf unvorhergesehene Situationen schnell reagieren können. Diese Toiletten waren daher bei der Besatzung unbeliebt und wurden nicht gerne genutzt. Stattdessen nutzte die Besatzung manchmal Flaschen oder Kartons als Toilettenersatz, die anschließend aus dem Flugzeug geworfen wurden.

## Kleine Flugzeuge
Während des Zweiten Weltkrieges wurden kleinere Flugzeuge wie Kampfflugzeuge mit Geräten ausgestattet, die als „Entlastungsrohre“ bekannt sind. Diese bestanden aus einem Trichter, der an einem Schlauch befestigt war, der nach außen führte und zum Urinieren verwendet werden konnte. Diese Geräte waren umständlich zu bedienen und konnten in der intensiven Kälte in großer Höhe einfrieren und blockieren.
Solche Geräte werden z. T. noch heute in modernen Militärflugzeugen und kleinen Privatflugzeugen eingebaut, obwohl sie für Frauen nur schwer nutzbar sind. Männliche Segelflieger, die ausgedehnte Segelflüge unternehmen, können einen externen Katheter tragen, der entweder in einen Auffangbeutel abläuft oder an einen Schlauch angeschlossen ist, der den Urin nach außen leitet. Bei der Ableitung nach außen darf der Urin nicht mit anderen Teilen des Flugzeugs in Kontakt kommen, da dies zur Korrosion führen könnte.
Eine andere Lösung zum Urinieren bei langen Militärpatrouillen, insbesondere in modernen Marinepatrouillenflugzeugen, in denen ein Pilot an seinem Sitz festgeschnallt ist, ist die Verwendung eines Beutels, der einen Schwamm enthält und am Ende des Fluges entsorgt wird.

## Passagierflugzeug

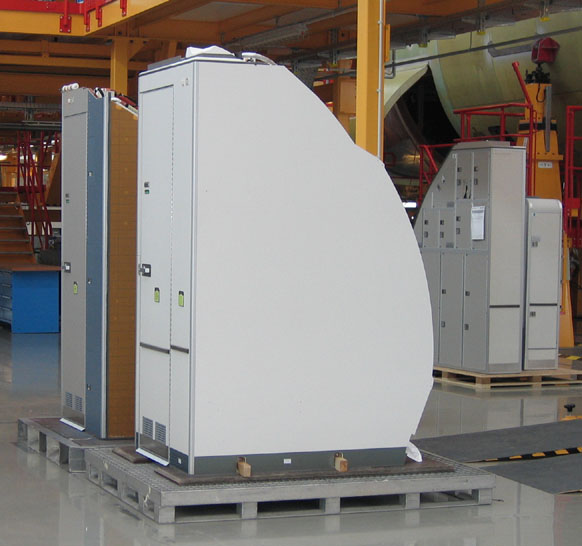
Eine Toiletteneinheit für ein Passagierflugzeug der Airbus A320-Familie vor der Installation (2005)

Die Anzahl der Toiletten pro Passagier variiert erheblich, abhängig von Fluggesellschaft und Flugzeug. An Bord nordamerikanischer Flugzeuge gibt es in der Touristenklasse üblicherweise eine Toilette auf maximal 50 Passagiere. In der ersten Klasse haben die Flugzeuge oft eine Toilette für jeweils etwa 12 Passagiere. Diese sind darüber hinaus meist geräumiger als in der Touristenklasse. Flugzeuge für Kurzstreckenflüge sind oft gar nicht mit Toiletten ausgestattet.

### Technik
Die Entwicklung und Bereitstellung von Flugzeugtoiletten ist kostspielig, daher sind die Fluggesellschaften und Flugzeughersteller ständig bestrebt, die Produktionskosten zu senken, ohne dass Sicherheit, Hygiene und Komfort allzu sehr beeinträchtigt werden.
Aus diesem Grund haben viele moderne Toiletten heute nicht mehr die Chemie-Toiletten-Kreislaufsystem-Spülung. Stattdessen sind Toilettenhersteller zur 1975 patentierten „Vakuumspül“-Technologie übergegangen, um feste und flüssige Rückstände aus dem Becken zu entfernen.
Die Vakuumspültechnologie ist weniger korrosionsanfällig, da Urinverschmutzung an schlecht erreichbaren Stellen vermieden wird. Darüber hinaus gelten Vakuumspülsysteme als weniger geruchsintensiv und kraftstoffsparend, da weniger Spülwasser mitgeführt werden muss.

### Ausstattung
- Aschenbecher
- Eingebaute wasserlose Toilette (Vakuumspülung) mit Druckknopfspülung
- Ruftaste – für Hilfe
- Steckdose für Rasierer
- Mülleimer – kleine Schiebetür, um die Toilettennutzung zur Entsorgung nicht-menschlicher Abfälle zu verhindern
- Griffstangen, um älteren oder behinderten Passagieren zu helfen, das Gleichgewicht zu halten und von der Toilette aufzustehen
- Handwaschhahn und Spüle (mit Wasserhähnen oder Druckknopf zur Wasserausgabe)
- Spiegel
- Papiertücher
- Seifenspender
- Toilettenpapierspender oder Bettwäsche
- Papierbecherspender
- Kontrollleuchte an der Tür, die aufleuchtet, um anzuzeigen, dass die Toilette belegt oder frei ist
- Toilettenartikel – Handcreme, Lotion, Kosmetiktücher, Damenbinden, Spuckbeutel
- Wickeltisch für Kleinkinder über der Toilette

Einbauschränke können zusätzliches Toilettenpapier und andere Toilettenartikel enthalten, sind aber oft verschlossen. Die Toilette und das Waschbecken bestehen oft aus geformtem Kunststoff oder einem Waschbecken aus Edelstahl; der Boden ist normalerweise eine rutschfeste Oberfläche. In neueren Flugzeugen sind die Toiletten der Executive oder First Class geräumiger und bieten mehr Toilettenartikel und anderen Komfort.
Ein Aschenbecher wird gemäß der Forderung der Federal Aviation Administration trotz des inzwischen weitgehend bestehenden Rauchverbots weiterhin angebracht, da heimlich auf der Toilette rauchende Reisende ansonsten ihre Zigarettenkippen im Abfalleimer entsorgen könnten. Im Jahr 2011 wurde ein Jazz-Flug von Fredericton, Kanada, nach Toronto am Start gehindert, weil ein Aschenbecher fehlte – das Flugzeug flog stattdessen ohne Passagiere nach Halifax, um einen neuen Aschenbecher montieren zu lassen.
Die Abfalleimer sind mit Halon-Feuerlöschflaschen und sauerstofferstickenden Klappendeckeln ausgestattet, die Toiletten mit Rauchmeldern. Diese Sicherheitsmaßnahmen wurden ebenfalls nach Vorfällen mit rauchenden Fluggästen, die glimmende Reste falsch entsorgten, eingeführt. Außerdem wird Brandgefahr in der Toilette höher eingeschätzt als in anderen Teilen der Flugzeugkabine, da das Feuer mehr Zeit hätte, sich unbemerkt zu entwickeln. Mehrere Abstürze oder Notlandungen wurden mit Bränden in oder in der Nähe von Toiletten in Verbindung gebracht, wie zum Beispiel VARIG-Flug 820 und Air-Canada-Flug 797 in den Jahren 1973 bzw. 1983.
Wenn die Feuerlösch- oder Rauchmeldesysteme der Toilette nicht funktionieren, darf das Flugzeug trotzdem fliegen, sofern die Toilette für Passagiere gesperrt ist und nur von Besatzungsmitgliedern benutzt wird.

## Wartung

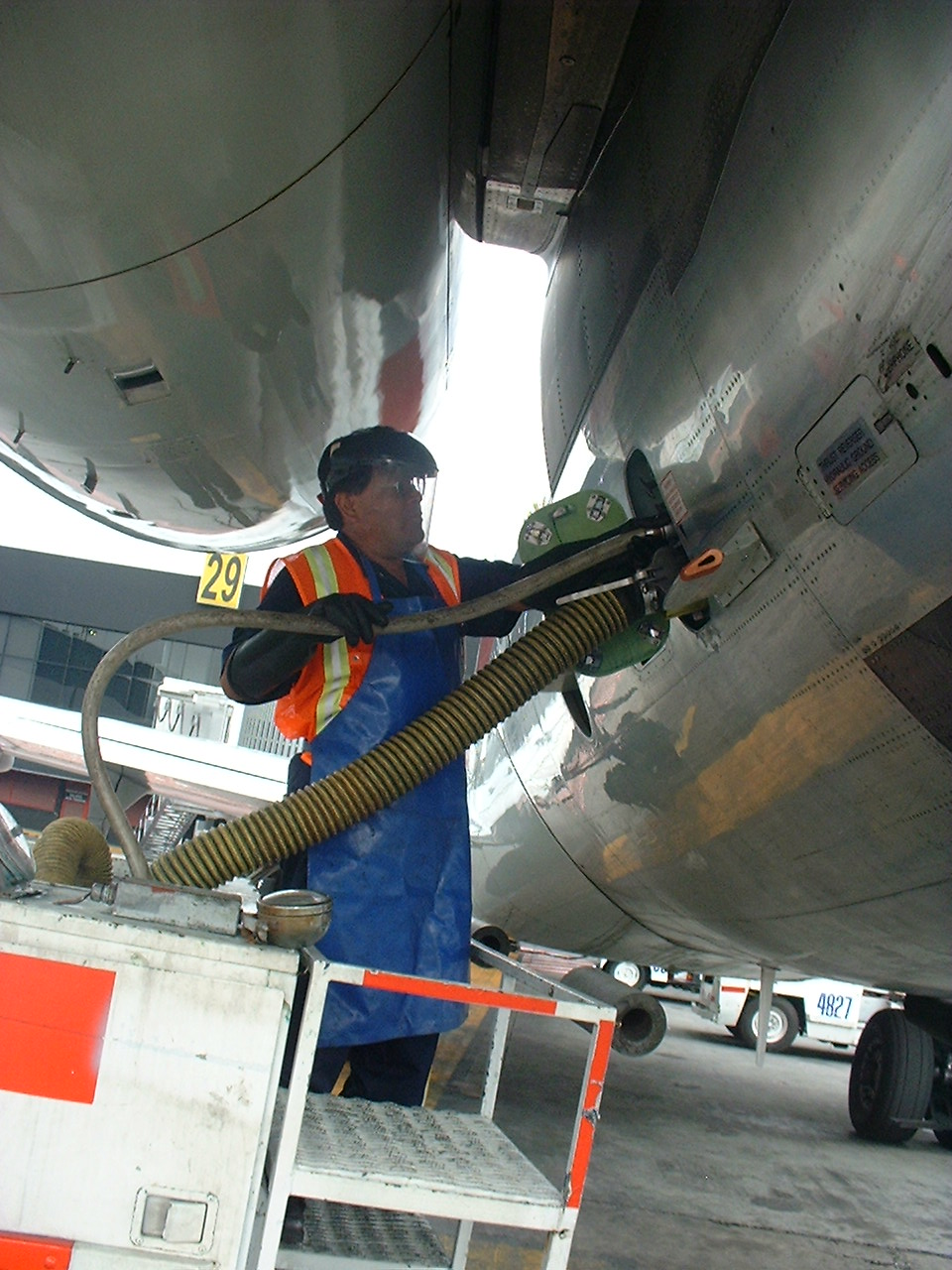
Die Toiletten einer McDonnell Douglas MD-80 werden gewartet

Nach der Landung eines Flugzeugs ist es die Aufgabe der Reinigungskraft, das Toilettensystem zu spülen. An Orten, an denen weniger oder kleinere Flugzeuge gewartet werden, wird ein Reinigungswagen verwendet, um die Toiletten zu warten. An Flughäfen mit höherem Passagieraufkommen nutzen die Reinigungskräfte in der Regel LKW mit großen Tanks, die nicht so oft entleert werden müssen, im Englischen umgangssprachlich auch als Honey Wagons bezeichnet.